# ماجي إليزابيث جونز
ماجي إليزابيث جونز (بالإنجليزية: Maggie Elizabeth Jones)‏ (مواليد 10 أكتوبر 2003 في أتلانتا)، هي ممثلة أمريكية بدأت مسيرتها الفنية عام 2010.

## الأعمال
- اشترينا حديقة حيوان (2011)
- المرة الأولى (2012)
- سارق الهوية (2013)
- ستار كروسد (2014)
- كينغز كويست (2015)

## وصلات خارجية
- ماجي إليزابيث جونز على موقع IMDb (الإنجليزية)
- ماجي إليزابيث جونز على موقع ألو سيني (الفرنسية)
- ماجي إليزابيث جونز على موقع قاعدة بيانات الفيلم (الإنجليزية)